# Alphonse-Louis du Plessis de Richelieu
Alphonse-Louis du Plessis, duca di Richelieu (Parigi, 1582 – Lione, 24 marzo 1653), è stato un cardinale e arcivescovo francese, fratello del più celebre Armand-Jean du Plessis de Richelieu, primo ministro di Luigi XIII di Francia; fu da papa Urbano VIII elevato alla dignità cardinalizia.
Era il terzo figlio di François du Plessis, signore di Richelieu, militare e cortigiano che prestò servizio come Grand prévôt de France, e di Susanna de La Porte, figlia di un noto giurista.

## Biografia
Nacque a Parigi nel 1582. Si laureò in teologia a Parigi e fu eletto arcivescovo di Aix il 27 aprile 1626 ed ordinato vescovo il 21 giugno dello stesso anno.
Fu trasferito alla sede metropolitana di Lione il 27 novembre 1628.
Papa Urbano VIII lo creò cardinale nel concistoro del 19 novembre 1629 e il 4 giugno 1635 ricevette il titolo della Santissima Trinità al Monte Pincio.
Nel 1632 divenne abate commendatario dell'Abbazia di Saint-Étienne de Caen, carica che mantenne fino al 1653 e nel 1635 divenne anche abate commendatario dell'Abbazia di Chaise-Dieu, carica che tenne fino al 1642.
Nel 1644 partecipò al conclave che elesse Papa Innocenzo X.
Morì di idropisia e fu sepolto nella Chiesa de La Charité annessa all'ospizio dei poveri di Lione.
Secondo alcuni fu lui ad introdurre il cioccolato, di cui era ghiottissimo, in Francia (ma altri sostengono che fu Anna d'Austria, sposa di Luigi XIII).

## Genealogia episcopale
La genealogia episcopale è:
- Arcivescovo Filippo Archinto
- Papa Pio IV
- Cardinale Giovanni Antonio Serbelloni
- Cardinale Carlo Borromeo
- Cardinale Gabriele Paleotti
- Cardinale Ludovico de Torres
- Cardinale Giovanni Garzia Mellini
- Arcivescovo Guillaume d'Hugues, O.F.M.Conv.
- Cardinale Alphonse-Louis du Plessis de Richelieu, O.Cart.

La successione apostolica è:
- Vescovo Auguste de Forbin de Solliers (1628)